# Krechting (Rhede)
Krechting ist ein Stadtteil von Rhede im Kreis Borken in Nordrhein-Westfalen. Bis 1968 war Krechting eine eigenständige Gemeinde.

## Geographie
Krechting liegt an der Bocholter Aa, schließt südlich an die Rheder Kernstadt an und ist von dieser durch die Bundesstraße 67 getrennt.

## Geschichte
Krechting war ursprünglich eine alte westfälische Bauerschaft im Süden des Kirchorts Rhede. Die erste urkundliche Erwähnung stammt aus dem Jahr 1256. Rund um die heutige Straße Insel entwickelte sich ein kleiner Ortskern. Seit dem 19. Jahrhundert bildete Krechting eine Landgemeinde im Amt Rhede des Kreises Borken. Am 1. August 1968 wurde Krechting mit den übrigen Gemeinden des Amtes Rhede zu einer neuen Gemeinde Rhede zusammengeschlossen, die 1975 das Stadtrecht erhielt.

## Einwohnerentwicklung
| Jahr | Einwohner | Quelle |
| ---- | --------- | ------ |
| 1858 | 364       | [ 5 ]  |
| 1871 | 335       | [ 6 ]  |
| 1885 | 320       | [ 7 ]  |
| 1910 | 360       | [ 8 ]  |
| 1925 | 416       | [ 9 ]  |
| 1939 | 419       | [ 9 ]  |
| 1950 | 592       | [ 10 ] |
| 1968 | 788       | [ 10 ] |

## Kultur
Ein Träger des lokalen Brauchtums ist der Bürgerschützenverein Krechting.

## Sport
Der SV Krechting 1959 ist der lokale Sportverein.